# Landmark 81
La Landmark 81, chiamata anche Vincom Landmark 81, è un grattacielo situato a Ho Chi Minh, in Vietnam.

## Descrizione
Completato nel 2018 e costato 1 000 milioni di dollari, con un'altezza di 461,30 metri è l'edificio più alto della città e del paese e il tredicesimo più alto del mondo. L'edificio comprende: hotel, ristoranti, centri commerciali e appartamenti.